# Abella (Huesca)
Abella es una localidad española que pertenece al municipio de Laspaúles, en la Ribagorza, provincia de Huesca, Aragón.

## Toponimia
Su nombre es de origen latín, a partir de apilia.